# Dobri Dobrev
Dobri Dimitrov Dobrev (tiếng Bulgaria: Добри Димитров Добрев, 20 Tháng 7 năm 1914 - 13 Tháng 2 năm 2018), thường được biết đến với tên như Ông Dobri, Cụ già Dobri (tiếng Bulgaria: Дядо Добри, đã Latinh hoá: Dyado Dobri) hoặc Vị thánh của Bailovo, là một nhà hành khất người Bulgaria, khất thực cho Giáo hội. Ông là một trong các ân nhân quảng đại nhất của Giáo hội Chính thống Bulgaria. Suốt cuộc đời khất thực của ông, ông dâng cúng cho việc trùng tu các nhà thờ và tu viện chính thống. Ông là người đã đi bộ hơn 20 kilômét (12 mi) mỗi ngày để đứng hoặc ngồi trước Nhà thờ Thánh Alexander Nevsky ở Sofia để xin tiền cho các hoạt động từ thiện. Dobrev quyên góp tất cả số tiền ông xin được cho các tổ chức từ thiện, trại trẻ mồ côi, nhà thờ và tu viện. Ông bước qua tuổi 100 vào tháng 7 năm 2014. Trong tiếng Bulgaria, tên họ của ông được dịch ra là Tobias, có nghĩa là "lòng tốt" hoặc "tử tế".

Bức chân dung của cụ Dobri ở Sofia.

Câu chuyện về ông đã được cả thế giới biết đến và ca ngợi. Mặc dù vậy nhưng cụ ông Dobri vẫn rất khiêm nhường. Để bày tỏ tấm lòng ngưỡng mộ và yêu mến của người dân dành cho vị "Thánh ăn xin", họa sĩ đường phố Ernaste Nasimo từ Creatures Urban đã vẽ nên bức chân dung của ông Dobri tại khu "Hadji Dimitar" ở Sofia, cụ thể là ở tòa nhà 57B. Bức tranh như một phần của dự án "Souls in walls – linh hồn trên những bức tường".
Năm 2015, một bộ phim có tên "Silent Angel" (tạm dịch: Thiên thần thinh lặng) đã ra mắt, nội dung nói về cuộc đời của ông Dobri. Trong bộ phim, ông Dobri đã từng nói rằng những gì ông làm chỉ là để "bù đắp tội lỗi lớn lao trong quá khứ và không có gì đáng kể ca ngợi".
Năm 2018, cụ ông Dobri đã qua đời ở tuổi 103. Ngày ông Dobri ra đi, rất nhiều người dân đã khóc thương trước một tấm lòng vĩ đại. Thi thể của ông được lưu giữ tại nhà thờ St. Cyril và Methodius thuộc làng Bailovo để người dân tưởng nhớ.

## Đầu đời
Dobrev sinh vào ngày 20 tháng 7 năm 1914 tại làng Bailovo. Cha ông, Dimitar, mất trong Thế Chiến thứ nhất và mẹ ông, Katerina, đã phải một mình nuôi con. Dobrev không nhớ về những năm học hay những ngày tháng tuổi trẻ.

## Đời tư
Ông lập gia đình khoảng những năm 1940, trong thời Thế Chiến Thứ Hai, trong một trận dội bom ở Sofia, một quả bom rơi gần ông làm ông mất thính giác. Ông có bốn người con và hai người con còn sống. Dobrev là một Cơ đốc giáo chính thống và thường nói về Chúa Giê-su cho người khác dù họ có quyên góp hay không. Ông thường rất biết ơn những người đã quyên góp.
Dobrev mất vào ngày 13 tháng 2 năm 2018 tại Kremikovtsi Monastery, hưởng thọ 103 tuổi.

## Công việc từ thiện của ông
Lúc còn sống ông bị mất phần lớn thính giác trong Thế chiến II, tuy nhiên trong hàng chục năm, hàng ngày ông vẫn cần mẫn đi bộ hơn 20 km mỗi ngày từ làng Baylovo (thuộc vùng Elin Pelin) đến các thành phố, khu vực khác để xin tiền, nhưng không phải cho mình mà để làm từ thiện giúp đỡ người khác.
Không màng đến lạnh giá hay mưa bão, cụ ông Dobri chỉ mặc đúng bộ quần áo tự làm và đôi giày đã sờn, ngày ngày cần mẫn, kiên trì đi xin và tích cóp từng đồng xu lẻ.
Mỗi ngày ông xin được từ 100 đến 150 âu kim, ông cho hết cho Giáo hội. Ông chỉ sống nhờ tiền trợ cấp khiêm tốn, khoảng 1.5 âu kim mỗi ngày và một vài món đồ mà những nhà hảo tâm dành tặng ông như bánh kẹo, hoa quả. Để cám ơn người cho mình tiền, ông hôn tay của người cho. Dobri, người có bộ râu trắng và áo măng-tô đen đã tặng tiền để sửa chữa nhà thờ như chính tòa Alexandre-Nevski của giáo phận Sofia, nhà thờ Cyril và Methodia ở Bailovo và tu viện Eleshnishki Mẹ Thiên Chúa ở Sofia. Ngoài ra các nhà thờ và tu viện khác cũng cho biết họ nhận được tiền ông dâng cúng.
Năm 2013, trong một thăm dò của Novinite về nhân vật trong năm, ông nhận được nhiều phiếu nhất, ông là biểu tượng của đức ái. Ông được mọi người biết khi họ khám phá một chi tiết đặc biệt của ông: ông đi bộ 12,5 dặm từ làng Bailovo ra thủ đô Sofia để khất thực, sau đó ông cúng hết cho các việc sửa chữa nhà thờ và tu viện.
Với năm tháng, ông dần dần tách của cải vật chất, hiến trọn tâm hồn vào đời sống tâm linh. Năm 2000 ông hiến tài sản mình cho Giáo hội chính thống. Chính vào lúc này ông bắt đầu gom thu tiền để sửa chữa nhà thờ và tu viện. Những người thân không hiểu được và tức giận đuổi ông ra khỏi nhà. Âm thầm lặng lẽ ông chuyển đến sống ở căn nhà phụ nhỏ trong nhà thờ làng Baylovo – chỉ cách vài mét ngôi nhà của Elin Pelin.

### Bắt đầu công việc từ thiện
Khoảng những năm 2000 ông đã bắt đầu sứ mạng phi thường của mình. Mỗi ngày ông đi bộ 10 km đến Sofia để thu thập tiền quyên góp cho nhà thờ và tu viện. Năm 2005 ông đã thu thập được 10.000 Levas tặng cho nhà thờ "St. Cyril và Methodius" ở làng Baylovo. Hai năm sau ông thu được 25.000 Levas để khôi phục tu viện Eleshnitsa và nhà thờ làng Gorno Kamartsi. Sang năm sau ông Dobri tặng tiền vốn để sửa chữa nhà thờ ở Kalofer.
Vào tháng 5 năm 2009 trong tài khoản quyên góp của nhà thờ "Alexander Nevski" được chuyển đến 35.700 Levas. bên cạnh con số trong quyển sổ đóng góp từ thiện là cái tên Dobre (Dobri) từ làng Baylovo

### Tổng số tiền đã từ thiện
Suốt cuộc đời mình, ông đã đóng góp hơn 80,000 Levas (khoảng 40,000 euro) cho nhà thờ, tu viện và những việc làm cao quý khác. Trong số những đóng góp lớn nhất của ông là:
- 10,000 Levas (5,000 âu kim) đến nhà thờ giáo xứ Saints Cyril và Methodius tại quê hương Bailovo của mình.[14]
- 25,000 Levas (12,500 âu kim) để phục hồi Tu viện Eleshnishki Mẹ Mary nằm ở phía đông Sofia, và nhà thờ địa phương ở làng Gorno Kamartsi.[14]
- 35,700 Levas (17, 850 âu kim) cho Nhà thờ Alexander Nevsky ở Sofia, đây là khoản quyên góp lớn nhất trong lịch sử được biết đến của nhà thờ hơn 100 năm tuổi.[15]